# Anton Antons
Anton Marius Mathias Christian Antons født Petersen (født 20. maj 1859, død 11. april 1920). Han blev kandidat som apoteker i 1881. Antons havde ud over sin farmaceutiske baggrund bl.a. beskæftiget sig med bryggerivirksomhed som laboratorieforstander på Carlsberg og var meget optaget af bakteriologi.

## Apoteker og fabrikant
Anton Antons købte i 1908 sammen med August Kongsted et apotek på Amagertorv 33, der hed Løveapoteket. Nogle år senere grundlagde de Løvens Kemiske Fabrik og præsenterede i 1912 præparatet albyl, der skulle vise sig at blive en stor salgssucces. Hermed udfordrede de den danske apotekerverden og tog samtidig konkurrencen op med store udenlandske medicinfabrikker som Bayer, der ellers dominerede markedet for smertestillende medicin med aspirin. Fra en lille fabrik med tre ansatte udviklede de virksomheden, der i dag hedder LEO Pharma, til et globalt foretagende.